# Список літератур народів світу
Національна літерату́ра — сукупність літератур одного окремого народу за час існування.
Зародження літератури пов'язане з виникненням писемності і художньої творчості, що відбувається неодночасно в різних регіонах, державах тощо. Література кожного народу має свою національну й художню своєрідність і унікальність, але вона сприймає досягнення літератур інших країн і розвивається у взаємодії з ними, запозичуючи окремі елементи (факти, ідеї, поетичні форми тощо).

## Національні літератури за алфавітом
- Абхазька література
- Австралійська література
- Австрійська література
- Азербайджанська література
- Аккадська література
- Албанська література
- Алжирська література
- Американська література
- Англійська література
- Арабська література
- Аргентинська література
- Баскська література
- Білоруська література
- Бельгійська література
- Бенгальська література
- Бразилійська література
- Бретонська література
- Британська література
- Болгарська література
- Вірменська література
- Грецька література
  - Давньогрецька література
  - Новогрецька література
- Гебрейська література
- Данська література
- Есперанто-література
- Естонська література
- Ефіопська література
- Єгипетська література
- Ізраїльська література
- Індійська література
- Ірландська література
- Ісландська література
- Італійська література
- Канадська література
- Література каннада
- Каталонська література
- Китайська література
- Кіпрська література
- Нідерландська література
- Німецька література
- Російська література
- Угорська література
- Українська література
- Фінська література
- Фламандська література
- Французька література
- Хорватська література
- Чеська література
- Японська література